# Ferrellgas
Ferrellgas est une entreprise américaine de distribution de gaz naturel, basée au Kansas.

## Histoire
En juin 2015, Ferrellgas acquiert pour 937,5 millions de dollars Bridger Logistics.